# 6. Flak-Division
A 6. Flak-Division (em português: Sexta Divisão Antiaérea) foi uma divisão de defesa antiaérea da Luftwaffe durante a Alemanha Nazi, que prestou serviço na Segunda Guerra Mundial. Foi formada a partir do Luftverteidigungskommando 6.

## Comandantes
- Odebrecht Job - (1 de setembro de 1941 - 1 de setembro de 1942)[2]
- Werner Anton - (1 de setembro de 1942 - 8 de maio de 1945)[2]